# 田盼
田盼（？—？），又作田朌、盼子等，戰國時齊國名將。大約生活於齊威王、宣王時代（前356年－前301年），齊國王室宗親。田盼長期戍守齊國西部邊鎮高唐，並曾指揮名聞天下的馬陵之戰，還曾多次率領齊軍攻伐魏國及趙國，以及在徐州之戰後打敗由楚威王統率的楚軍，立下了顯赫的戰功，是當時齊國的名將。

## 生平

### 齊王之寶
齊威王時，派遣田盼守齊國西陲重鎮高唐。當時，黃河自西南而來，在高唐邑西轉彎北上，過固河村西後又轉向東北。田盼憑河為險，設防衛齊。
齊威王二年（前355年），齊威王與魏惠王狩獵郊外，間歇時，魏王問齊王：“你有國寶嗎？”齊王答曰：“沒有。”魏王說：“我這樣的小國還有光照十二乘的徑寸之明珠十枚。怎麼這樣大的齊國卻沒有寶貝？”對此齊王表示其對寶貝的看法與魏王不同，他的臣下檀子，使守南城，則楚人不敢為寇，泗上十二諸侯皆來朝；有臣下盼子，派遣他守衛高唐，則趙國人不敢到邊界河中捕魚；他的吏僕黔夫，派遣他守衛徐州，則燕人祭北門，趙人祭西門，遷徙而跟從者七千餘家；他的臣子種首，派遣他防備盜賊，則道不拾遺。此四名臣者，他們光照千里，又何止十二乘。

### 往後战绩
前344年，赵攻齐，拔高唐。
馬陵之戰爆發時，齊威王令田盼與孫子、田嬰三人為將出兵赴援，田盼在此役全殲太子申立下了赫赫戰功。
前333年，楚軍與田嬰率領的齊軍交戰於徐州，齊將申縛被楚威王大敗。楚威王依勢欲令齊王將田嬰罷職逐出齊國。此時，燕王刀下亡命至楚國的張醜對楚威王說楚王之所以戰勝於徐州是因為田盼不被重用出征，若現在將田嬰趕出齊國，齊威王必定重用田盼，重組兵將，再次交戰，這對楚王你沒有好處。楚王被張醜說服，不再逐趕田嬰。
前325年，田盼與魏將公孫衍合兵，由田盼当任总指挥官 ，出兵讨伐赵国。公孙衍对田盼说，“我们两国各自出动五万人，共计十万人，只需五个月即可击败赵国。就在二人的兵马还未走出国境时，齐侯、魏王担心田盼、犀首的十万大军不是赵国的对手，战败的可能性极大，于是调集了两国倾国的大军压向赵国。结果终于大破趙、韓聯軍，為齊國攻取了平邑。匡章用事之後，田盼逐漸退居二線。
前312年，齊軍在濮上之戰中被秦、魏、韓打敗，贅子戰死，匡章敗走後田盼向齊宣王建議“易餘糧於宋”，使敵國“不敢過宋伐齊”，為齊國保存了實力，同時也為日後侵略宋國找到了絕佳的藉口。